# Rotkäppchen

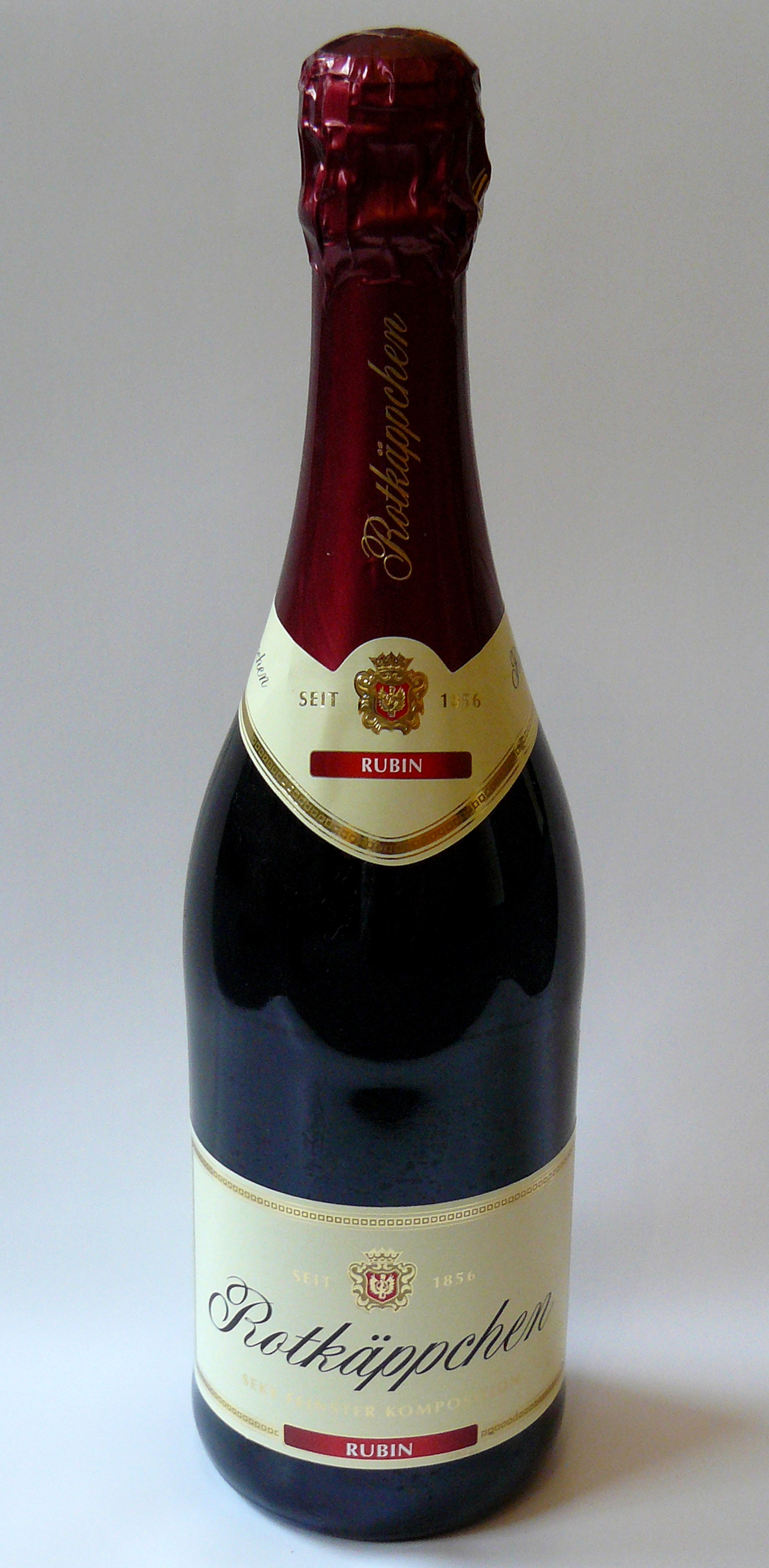
Бутылка Rotkäppchen Cuvée Rubin в традиционном оформлении

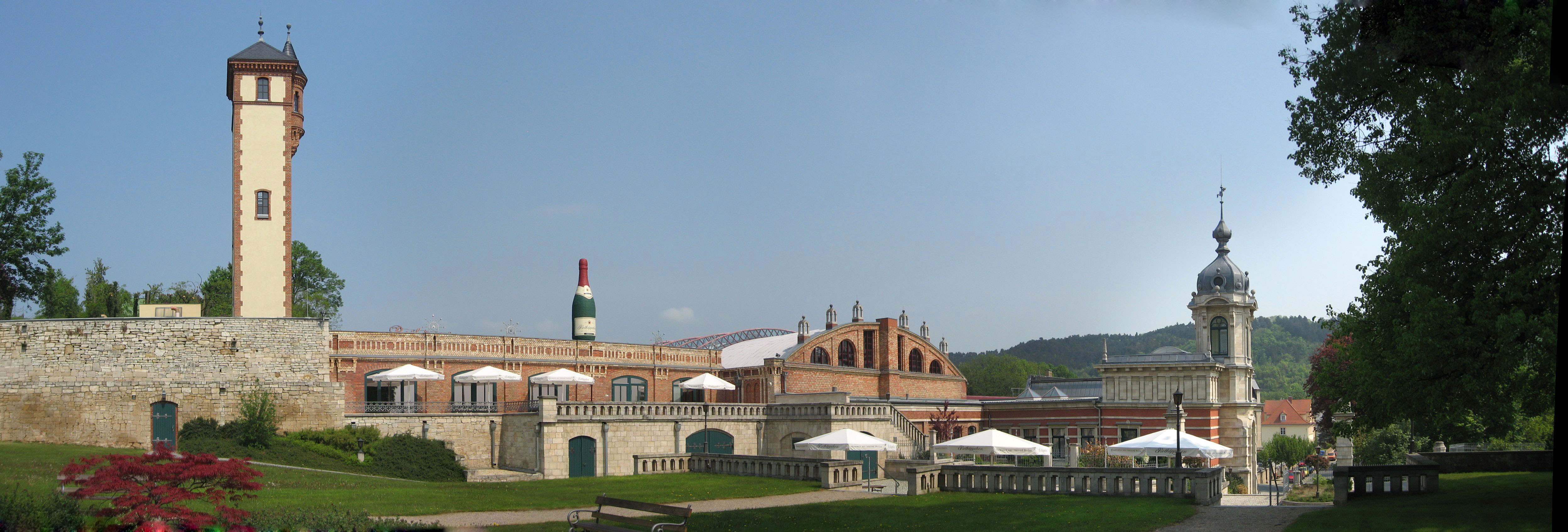
Завод во Фрайбурге

Rotkäppchen (Роткепхен, «Красная Шапочка») — винодельческий завод во Фрайбурге, выпускающий одноимённое игристое вино.
Является производителем традиционного игристого вина Rotkäppchen («Красная шапочка»), или, как его называли, «коммунистического шампанского» — единственного игристого вина, выпускавшегося в ГДР. Фирменный знак — завернутое в темно-красную фольгу горлышко.
Компания стала первой восточногерманской компанией, поглотившей западногерманских конкурентов, отчего её часто приводят в качестве примера успешной восточногерманской компании.

## История
Компания была основана в 1856 году как винный магазин Kloss & Foerster братьями Морицем и Юлиусом Клоссами и их другом Карлом Ферстером, и в этом же году ими было решено производить вино. Первая бутылка игристого была открыта на свадьбе Юлиуса Клосса 17 июня 1858 года. В 1861 году вино под маркой Monopol было впервые представлено публике. Но в 1894 году, в связи с вступлением в силу первого немецкого закона (WBG) о защите товарных знаков, от этого названия пришлось отказаться. Права на него остались за французской винокуренной компанией Heidsieck & Co.
Первое вино под маркой «Роткэпхен» было выпущено 20 февраля 1895 года. В 1896 году из 25 дубов на заводе была построена самая большая винная бочка в Германии объёмом в 120 тысяч литров.
После Второй мировой войны завод был в ведении Советской военной администрацией в Германии. Гюнтер Клосс — внук основателя завода — в ноябре 1945 года был арестован в Западной Германии, в дальнейшем основал новый завод в городе Рюдесхайм-на-Рейне.
С июля 1948 года предприятие стало называться «Народное предприятие Завод шампанских вин „Роткэпхен“ во Фрайбурге на Унструте». В последние годы существования ГДР завод производил ежегодно по 15 миллионов бутылок игристого вина.
После воссоединения страны произошло резкое сокращение продаж — в 1991 году было продано только 2,9 миллиона бутылок «Красной Шапочки».
В 1993 году завод возглавил Гюнтер Хайзе, который с ещё четырьмя менеджерами завода выкупил госпредприятие при финансовой поддержке бизнесмена Харальда Экес-Шантре — наследника владельца компании Eckes AG Людвига Экеса.
С 1994 года компания стала активно продвигать марку «Роткэпхен» на западногерманском рынке, и к 2000 году стала лидером немецкого рынка игристых вин, продавая около 50 миллионов бутылок в год.
В 2002 году компания поглотила западногерманские бренды G. H. Mumm, Jules Mumm и MM Extra, а через год — элитную марку Geldermann, что завершилось созданием крупнейшего в Германии производителя вин Rotkäppchen-Mumm Sektkellereien (RMSK), 58 % которого принадлежит семье Экес, а 42 % — семье Гюнтера Хайзе.
В 2006 году компания поглотила ещё одну западногерманскую фирму, производящую бренди Chantré и коньяк Mariacron.
В 2011 году объём продаж компании составил 220 млн бутылок, из которых 116 млн бутылок вина «Красная шапочка», а компания стала лидером винного рынка Германии с долей рынка 33 %.